# デネブ
デネブ (Deneb) は、はくちょう座α星、はくちょう座で最も明るい恒星で全天21の1等星の1つ。こと座のベガ、わし座のアルタイルとともに、夏の大三角を形成している。夏を代表する恒星の1つ。
西暦10000年の前後数世紀には、北極星になると予測されている。

## 特徴
1.21等-1.29等の範囲を変光するはくちょう座α型変光星のプロトタイプ。眼視観測では明るさの変化は分からない。
質量で太陽の15倍、半径は108倍、光度も太陽の54,400倍以上と、恒星としては非常に大きくて明るい白色超巨星である。同じく夏の大三角を形成するベガやアルタイルは、質量や半径が太陽の2～3倍程度、光度も太陽のせいぜい数十倍程度であり、夏の大三角の中ではデネブだけが突出している。3つの星が肉眼でほぼ同じ明るさに見えるのは、デネブだけが太陽系から極端に離れているからである。仮にベガの位置にデネブがあったとすると、金星の最大光度よりも15倍も明るく、三日月とほぼ同じ明るさの点光源で見えることになる。
年周視差が非常に小さく観測が困難なため、距離は1400光年と推定されてきた。1989年から93年にかけて欧州宇宙機関が実施したヒッパルコス衛星による精度の高い観測により、約1,400光年の距離にあると考えられている。この距離の値は全天に21ある一等星としては最も大きい。つまり、デネブは太陽系から最も遠くに位置する一等星であるといえる。
LBVのような例外的に明るいものを除けば、恒星として最大級の明るさを持っており、銀河系のかなり広範囲 (半径3万光年程度) にわたって肉眼視が可能な星である。デネブが一日で放射するエネルギーは太陽が140年かけて放射する量に等しい。デネブは1年間に太陽質量の1000万分の8を失っており、約100万年で太陽質量を失うことになる。恒星進化論に従えば、数千万年後には赤色超巨星を経て超新星爆発を起こすと考えられる。

## 名称
バイエル符号ではα Cygni (略称はα Cyg) 。固有名のデネブ (Deneb)はアラビア語で「めんどりの尾」を意味する「ذنب الدجاجة, dhanab al-dajājahないしはdhanab al-dajāja, ザナブ・アッ＝ダジャージャ、実際の発音：dhanabu-d-dajāja（ザナブッダジャージャ）」という言葉の中の、「尾」を意味する語「ذنب dhanab」に由来している。
「デネブ」という言葉は はくちょう座α星の他にも、くじら座η星、いるか座ε星およびわし座ε星など動物の星座の尾の部分の星にも使われることもあったが、2016年6月30日、国際天文学連合の恒星の固有名に関するワーキンググループは、Deneb を、はくちょう座α星の固有名として正式に承認した。
他の星座の同名の星と区別するために デネブ・キュグニ (Deneb Cygni) と呼ばれることもあった。
また、アリデッド (Arided) という名前で呼ばれることもあった。これはアラビア語で「乗り手の後ろに座っている者」あるいは単に「続く者」を意味する al-ridf に由来している。
中国では女宿の天津部分の四番目の星ゆえ天津四と呼ばれる。

### 日本での名称
天の川の中に見える星であることから、岐阜県揖斐郡揖斐川町谷汲や京都府宮津市の天橋立などであまのがわぼしという和名が伝わっている。また、七夕に遅れて上ってくることから、京都府京丹後市の一部では「ふるたなばた」「へたのたなばた」、舞鶴市では「たなばたのあとぼし」、福井県敦賀市では「あとたなばた」などとも呼ばれていた。